# ゲブゼ駅
ゲブゼ駅（トルコ語:Gebze Tren İstasyonu）はトルコのコジャエリ県ゲブゼにある、トルコ国鉄（TCDD）の駅。
イスタンブール-アンカラ線上の駅で、アンカラ方面のYHTやアンカラエクスプレスや地域間鉄道、イスタンブール都市圏の通勤電車であるマルマライが当駅に停車する。イスタンブール都市圏の鉄道網の最東端。

## 歴史
1873年1月1日にコンスタンティノープル-イズミット鉄道の一部として、オスマン帝国政府により駅が開業した。1880年にオスマン・アナトリア鉄道（CFOA）が鉄道施設を引き継ぎ、イズミット方面に延伸工事が行われた。オスマン・アナトリア鉄道は1924年にアナトリア-バグダット鉄道として国有化され、1927年に今のトルコ国鉄（TCDD）に吸収された。 
1969年3月29日にハイダルパシャ-ゲブゼ間の通勤電車の運行が開始され、同時にハイダルパシャからゲブゼまで電化された。しかし2013年の6月末に駅の改築とマルマライとYHTの工事のために通勤電車の運行を停止した。 2014年10月24日にペンディクからイズミット・エスキシェヒル経由アンカラ・コンヤ行きのYHTが開業。マルマライは2019年3月12日に開業した。

## 駅構造
島式ホーム3面5線を有する地上駅で、2つの橋上駅舎を持つ。

### のりば
| ペンディク ↑ ダリジャ ↑ 5 ⇌ \| ⇌ 4 3 ⇌ \| ⇌ 2 1 ⇌ \| ↓ イズミット ↓ ディリスケレシ |      |            |                                                                          |
| 1 - 2                                                                              | 西行 | マルマライ | ペンディク・ボスタンジュ・ソウトリュチェシュメ・イェニカプ・ハルカル方面 |
| 3                                                                                  | 西行 | YHT        | ソウトリュチェシュメ・ハルカル方面                                       |
| 4                                                                                  | 東行 | YHT        | アンカラYHT・アンカラ・コンヤ・カラマン方面                              |
| 5                                                                                  | 西行 | 長距離列車 | ソウトリュチェシュメ・ハルカル方面                                       |
| 5                                                                                  | 東行 | 長距離列車 | アダパザル・アンカラ方面                                                 |

## 駅周辺
- メフメット・ザヒット・コトク公園

## 隣の駅
トルコ国鉄
アンカラ-イスタンブール高速線、イスタンブール-コンヤ高速線、アンカラエクスプレス
ペンディク駅 - ゲブゼ駅 - イズミット駅
アダパザル-ゲブゼ地域間鉄道
ディリスケレシ駅 - ゲブゼ駅
 マルマライ
ダリジャ駅 - ゲブゼ駅